# Papuana fortepunctata
Papuana fortepunctata är en skalbaggsart som beskrevs av Heller 1913. Papuana fortepunctata ingår i släktet Papuana och familjen Dynastidae. Inga underarter finns listade i Catalogue of Life.